# Березів Яр (заказник)
Березів яр — ботанічний заказник місцевого значення в Україні. Площа заказника 17,7 га. Оголошено
територією ПЗФ 28.01.2003. Знаходиться на схилі балки на пн.-зх. від с. Мала Павлівка, частково – в лісовому фонді ДП «Охтирський агроліс». Зберігаються лучно-степові ділянки, що є місцезростанням рослин, занесених до ЧКУ (ковили волосиста та пірчаста, астрагал шерстистоквітковий, сон чорніючий, рябчик руський), зростає багато видів
лікарських рослин та рідкісних, що охороняються в області (волошка сумська, горицвіт весняний, ломиніс цілолистий, півники угорські та ін.).